# Römerzeitlicher Grabfund im Weißenbacher Oberhof
Der römerzeitliche Grabfund im Oberhof der Gemeinde Weißenbach am Lech gilt als wichtiger archäologischer Befund in Tirol. Das Grab, das in die späte Kaiserzeit datiert wird, wurde im Herbst 1948 als erster Bodenfund des Außerferns planmäßig geborgen und dokumentiert.

## Auffindung, Lage und Bergung
Im Zuge des Wiederaufbaus zweier abgebrannter Bauernhöfe (Kerlyhof, Oberhof) wurde 1948 bei der Tieferlegung der Grundmauern des Oberhofes besagtes Grab geschnitten. Nachdem die Arbeiter auf den Schädel und einen steinernen Napf gestoßen waren, stellten sie die Bauarbeiten ein. Als sich nun Gerüchte über ein Verbrechen verbreiteten, nahm sich der damalige Kommandant des Gendarmeriepostens Weißenbach, Patrouillenleiter Sinz, der Sache an und erließ ein formelles Arbeitsverbot. Ihm ist auch zu verdanken, dass die Funde, die zum Teil bereits aus dem Grab genommen wurden, wieder zusammen gesammelt werden konnten. Das Skelett wurde daraufhin durch das Bundesdenkmalamt ausgegraben, eine Fundskizze wurde angefertigt und die Beigaben entnommen.
Bei dem Weißenbacher Grabfund handelt es sich um ein Skelettgrab in gestreckter Rückenlage mit dem Schädel nach Osten. Das Grab war ca. 80 cm eingetieft, die Grabfüllung war kaum vom anstehenden Boden zu unterscheiden. Während die Breite des Grabes ca. 50 bis 60 cm betrug, ist die Länge nicht mehr feststellbar, da das Kopfende durch die Bauarbeiter bereits zerstört wurde. Eine Fundskizze (Abb. 1) soll die Lage der Beigaben beleuchten. Aufgrund der Lavezsteingefäße wird das Grab in die späte Kaiserzeit datiert.

## Grabbeigaben
- Links neben dem Kopf (laut Angaben der Bauarbeiter) wurde eine teilweise erhaltene Schale aus Speckstein gefunden.
- Ein Becher (13 cm Höhe) lag über dem linken Fußgelenk: Dieser ist durch umlaufende Riefen verziert und wird von drei Bronzebändern wie von Fassdauben umgeben. Weitere senkrechte Bronzebänder dienten zur Anbringung eines Henkels. Der Erhaltungszustand der Bronzebänder ist schlecht, da diese am Gefäß bereits sekundär verwendet wurden. Heute wird das Objekt im Tiroler Landesmuseum Ferdinandeum ausgestellt.
- Im Grab befanden sich ebenfalls ein Fingerglied, zwei Bruchstücke eines bronzenen Ringes (beim Fingerglied), Rinderrippen sowie zwei menschliche Schneidezähne.

## Anthropologische Untersuchung
Glücklicherweise wurde dieses Skelett gründlich anthropologisch untersucht. Die männlichen Merkmale überwiegen bei den Untersuchungen, deutlich ersichtlich vor allem am Schädel und am Becken. Die Ergebnisse lassen auf einen gut entwickelten, gesunden Bewegungsapparat schließen. Der Tote litt augenscheinlich also nicht an einer Krankheit, sofern das Knochenmaterial eine Aussage zulässt. Das Sterbealter dürfte im Ende des dritten Lebensjahrzehntes liegen. Ähnlichkeiten sind mit anderen anthropologischen Befunden der Tiroler Bevölkerung in der späten Kaiserzeit vergleichbar. Diese Tatsache lässt die Vermutung zu, dass es sich um einen Angehörigen der dort ansässigen Bevölkerung handelt.